# Robert Andrich
Robert Andrich, né le 22 septembre 1994 à Potsdam, est un footballeur international allemand,qui évolue au poste de milieu de terrain au Bayer Leverkusen

## Biographie

### En club
Andrich joue en faveur du FV Turbine Potsdam, club de sa ville natale, jusqu'en 2003, année où il rejoint le Hertha BSC. Après avoir gravi tous les échelons de la formation berlinoise, il joue avec la deuxième équipe du Hertha lors de la saison 2012-2013. Il figure également à deux reprises sur le banc des remplaçants lors des matchs de deuxième division du Hertha cette saison là, mais sans toutefois entrer en jeu. Il signe en mars 2013 un contrat professionnel le liant au club jusqu'en juin 2015.
N'ayant toujours pas fait ses débuts professionnel, il rejoint en février 2015 le Dynamo Dresden en troisième division. Il marque son premier but pour Dresde lors d'un match nul 2-2 contre le FC Hansa Rostock.
En juin 2016, il passe au SV Wehen Wiesbaden. En janvier 2018, il rejoint ensuite le 1 Le FC Heidenheim. Il marque son premier but lors d'une victoire 2-1 à l'extérieur contre l'Arminia Bielefeld, le 22 décembre 2018.
Pour la saison 2019-2020, Andrich rejoint la Bundesliga, où l'FC Union Berlin vient d'être promu. Il fait ses débuts au sein de la première division allemande le 18 août 2019, contre le RB Leipzig.

### En sélection
Entre 2011 et 2013, Andrich joue un total de 19 matchs internationaux en faveur des équipes de jeunes de la DFB.
Le 16 mai 2024, il fait partie d'une liste provisoire de 27 joueurs sélectionnés par Julian Nagelsmann en vue de préparer l'Euro 2024, avant de se retrouver dans la liste définitive le 7 juin.

## Statistiques
| Saison                | Club                  | Championnat           | Championnat | Championnat | Championnat | Coupe(s) nationale(s) | Coupe(s) nationale(s) | Coupe(s) nationale(s) | Supercoupe | Supercoupe | Supercoupe | Compétition(s) continentale(s) | Compétition(s) continentale(s) | Compétition(s) continentale(s) | Compétition(s) continentale(s) | Allemagne | Allemagne | Allemagne | Total | Total | Total |
| Saison                | Club                  | Division              | M.          | B.          | P.d.        | M.                    | B.                    | P.d.                  | M.         | B.         | P.d.       | Comp.                          | M.                             | B.                             | P.d.                           | M.        | B.        | P.d.      | M.    | B.    | P.d.  |
| 2014-2015             | Dynamo Dresde         | 3.Liga                | 13          | 0           | 0           | 1                     | 0                     | 0                     | -          | -          | -          | -                              | -                              | -                              | -                              | -         | -         | -         | 14    | 0     | 0     |
| 2015-2016             | Dynamo Dresde         | 3.Liga                | 8           | 1           | 0           | -                     | -                     | -                     | -          | -          | -          | -                              | -                              | -                              | -                              | -         | -         | -         | 8     | 1     | 0     |
| Sous-total            | Sous-total            | Sous-total            | 21          | 1           | 0           | 1                     | 0                     | 0                     | -          | -          | -          | -                              | -                              | -                              | -                              | -         | -         | -         | 22    | 1     | 0     |
| 2016-2017             | Wehen Wiesbaden       | 3.Liga                | 31          | 3           | 0           | -                     | -                     | -                     | -          | -          | -          | -                              | -                              | -                              | -                              | -         | -         | -         | 31    | 3     | 0     |
| 2017-2018             | Wehen Wiesbaden       | 3.Liga                | 28          | 4           | 0           | 2                     | 0                     | 0                     | -          | -          | -          | -                              | -                              | -                              | -                              | -         | -         | -         | 30    | 4     | 0     |
| Sous-total            | Sous-total            | Sous-total            | 59          | 7           | 2           | 2                     | 0                     | 0                     | -          | -          | -          | -                              | -                              | -                              | -                              | -         | -         | -         | 61    | 7     | 2     |
| 2018-2019             | FC Heidenheim         | 2.Bundesliga          | 26          | 4           | 3           | 2                     | 0                     | 0                     | -          | -          | -          | -                              | -                              | -                              | -                              | -         | -         | -         | 28    | 4     | 3     |
| 2019-2020             | Union Berlin          | Bundesliga            | 30          | 1           | 2           | 4                     | 3                     | 1                     | -          | -          | -          | -                              | -                              | -                              | -                              | -         | -         | -         | 34    | 4     | 3     |
| 2020-2021             | Union Berlin          | Bundesliga            | 29          | 5           | 2           | 2                     | 0                     | 1                     | -          | -          | -          | -                              | -                              | -                              | -                              | -         | -         | -         | 31    | 5     | 3     |
| 2021-2022             | Union Berlin          | Bundesliga            | -           | -           | -           | 1                     | 0                     | 0                     | -          | -          | -          | -                              | -                              | -                              | -                              | -         | -         | -         | 1     | 0     | 0     |
| Sous-total            | Sous-total            | Sous-total            | 59          | 6           | 4           | 7                     | 3                     | 1                     | -          | -          | -          | -                              | -                              | -                              | -                              | -         | -         | -         | 66    | 9     | 5     |
| 2021-2022             | Bayer Leverkusen      | Bundesliga            | 26          | 4           | 2           | 1                     | 0                     | 0                     | -          | -          | -          | C3                             | 5                              | 3                              | 0                              | -         | -         | -         | 32    | 7     | 2     |
| 2022-2023             | Bayer Leverkusen      | Bundesliga            | 29          | 2           | 2           | 1                     | 0                     | 0                     | -          | -          | -          | C1+C3                          | 5+6                            | 1+0                            | 0                              | -         | -         | -         | 41    | 3     | 2     |
| 2023-2024             | Bayer Leverkusen      | Bundesliga            | 27          | 4           | 2           | 6                     | 1                     | 1                     | -          | -          | -          | C3                             | 11                             | 1                              | 2                              | 10        | 0         | 0         | 54    | 6     | 5     |
| 2024-2025             | Bayer Leverkusen      | Bundesliga            | 23          | 2           | 2           | 4                     | 0                     | 0                     | 1          | 0          | 0          | C1                             | 7                              | 0                              | 1                              | 8         | 0         | 2         | 43    | 2     | 5     |
| 2025-2026             | Bayer Leverkusen      | Bundesliga            | 0           | 0           | 0           | 1                     | 0                     | 0                     | -          | -          | -          | C1                             | 0                              | 0                              | 0                              | 0         | 0         | 0         | 1     | 0     | 0     |
| Sous-total            | Sous-total            | Sous-total            | 105         | 12          | 8           | 13                    | 1                     | 1                     | 1          | 0          | 0          | -                              | 34                             | 5                              | 3                              | 18        | 0         | 2         | 171   | 18    | 14    |
| Total sur la carrière | Total sur la carrière | Total sur la carrière | 270         | 30          | 15          | 25                    | 4                     | 2                     | 1          | 0          | 0          | -                              | 34                             | 5                              | 3                              | 18        | 0         | 2         | 348   | 39    | 22    |

## Palmarès
| SG Dynamo Dresde - 3. Liga - Champion : 2016 Bayer Leverkusen - Bundesliga - Champion : 2024. - Vainqueur de la Coupe d'Allemagne en 2024. - Vainqueur de la Supercoupe d'Allemagne en 2024. |